# Phare de L'Ost-Pic
Le phare de L’Ost-Pic (orthographe affichée sur la face nord-est du phare) ou Lost-Pic, parfois l'Hospic, se situe sur le rocher de L'Ost-Pic à l'extrémité est du récif des Mez-de-Goëlo, sur la commune de Plouézec (Côtes-d'Armor).

## Toponyme
Lost pic en breton signifie la "la queue de pie" ou "la queue pointue"  ce qui correspond très visuellement au lieu, ce rocher étant le dernier d'une suite "à la queue" du grand mez de goëlo.
L'ost pic ou l'Hospic n'ayant aucune traduction du breton ni sens en français il s'agit très probablement d'erreur d'écriture.

## Histoire
La construction du phare a été approuvée par décision ministérielle le 3 novembre 1892, et les travaux furent entrepris par l'entreprise Stourm en mai 1893. Le phare fut construit de 1893 à 1894, et allumé le 15 août 1894.
À son allumage, le phare fut le premier en France à avoir un couple de gardiens officiellement désigné.
En 1911, le phare fut automatisé. En 1944, le haut de l'édifice est détruit par les troupes allemandes, mais le 19 mars 1948, le phare est reconstruit et rallumé.

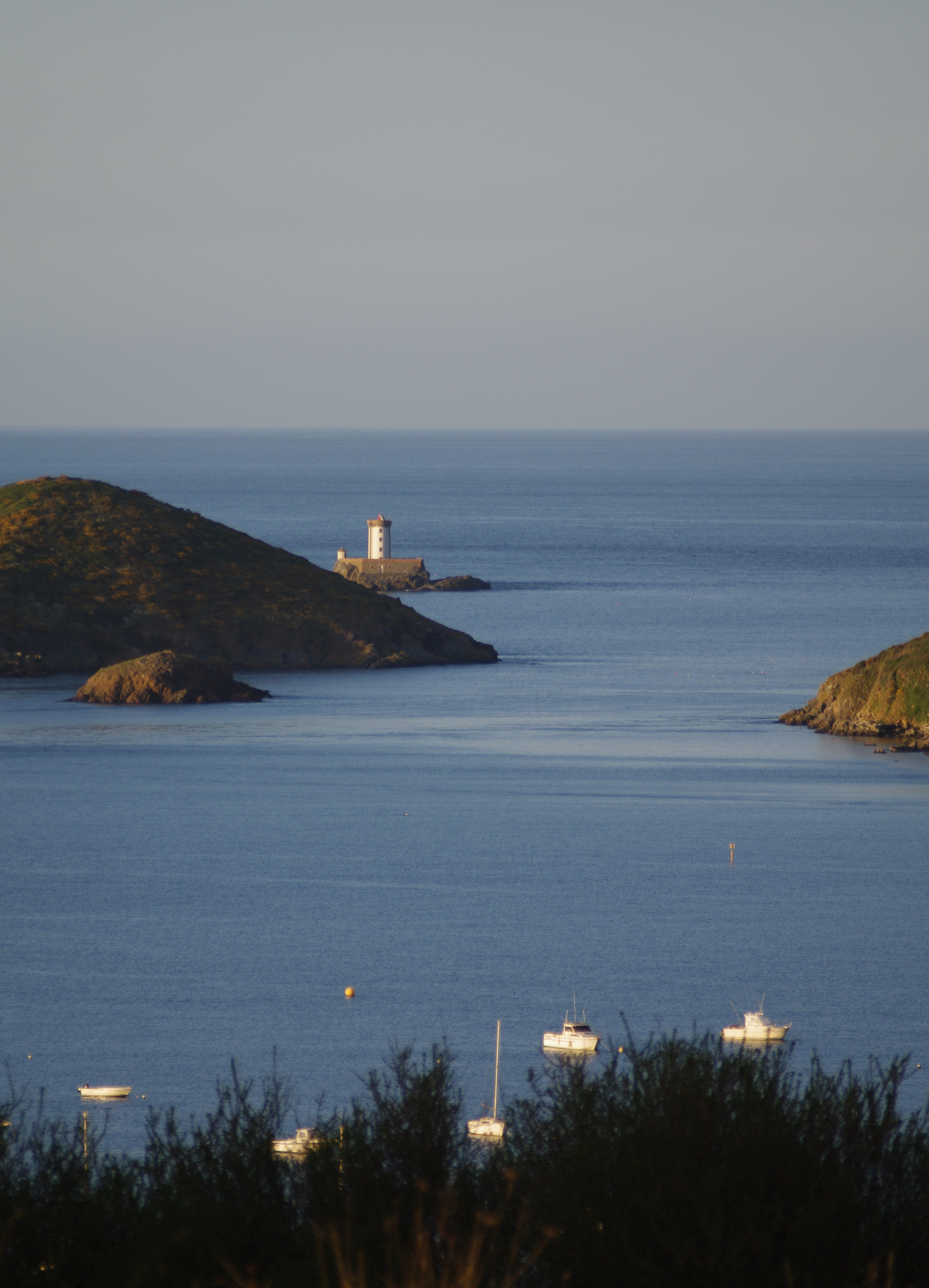
Le phare vu depuis la côte
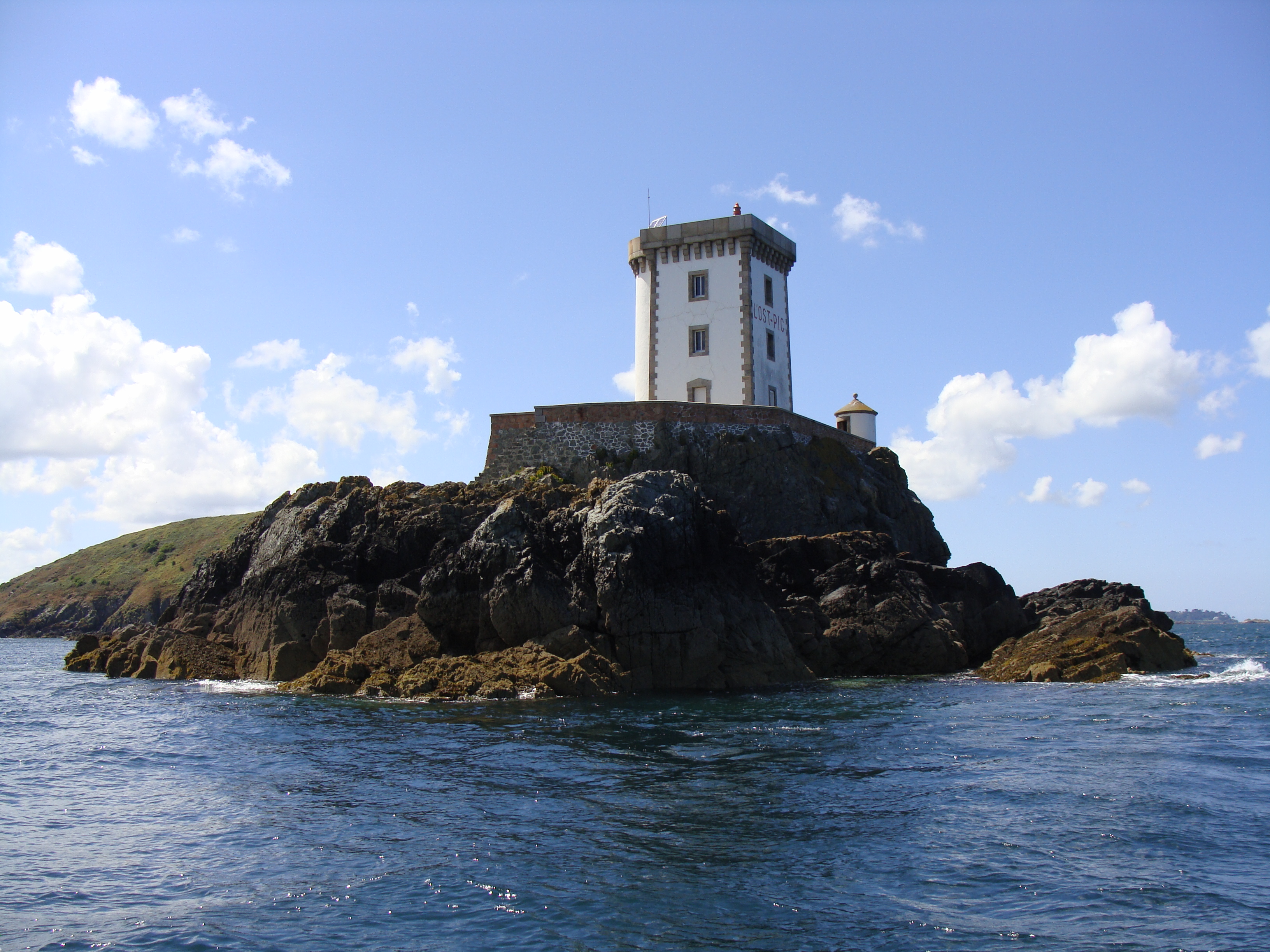
Phare vu de l'est